# Pícaro

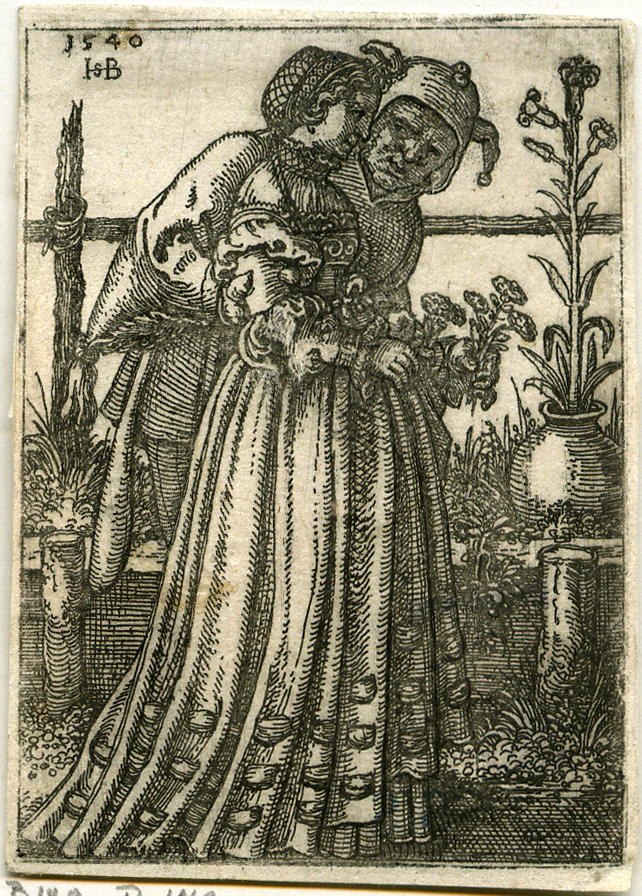
Ilustração do pícaro, de Hans Sebald Beham

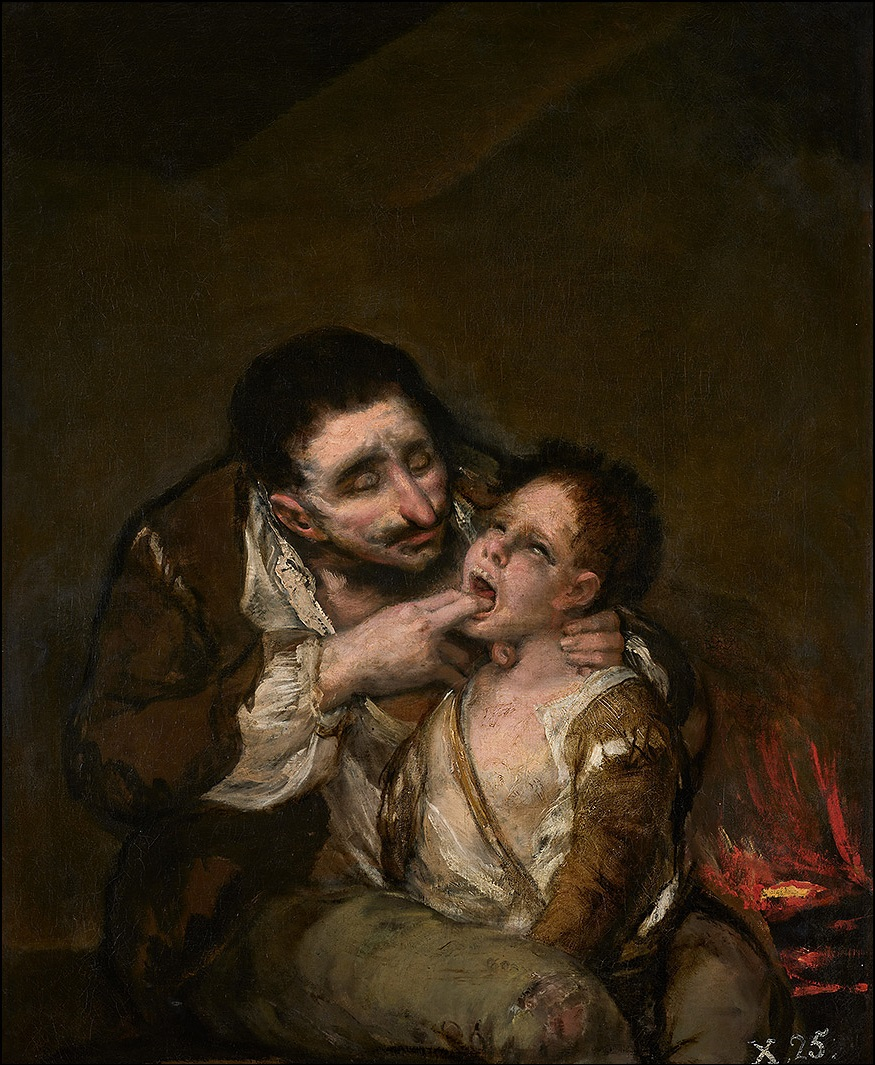
El Lazarillo de Tormes, pintado por Francisco de Goya

Pícaro, na história da literatura, é uma personagem-tipo dos romances e novelas dos séculos XVII e XVIII, surgidos na Espanha, com características daquilo que hoje chama-se malandragem.
O pícaro vivia de expedientes, transitando entre as várias classes sociais, das quais hauria seu sustento, enganando por ardis. Noutras, adquire também o papel de bufão.

## Principais tipos
Embora este tipo de personagem esteja presente em algumas obras da Antiguidade, como o Satiricon, de Petrônio, foi a partir da obra El Lazarillo de Tormes, publicado na Antuérpia e na Espanha em 1554, que surge, sendo considerado o primeiro personagem com estas características hipócritas.
De Sancho Pança, de Miguel de Cervantes, ao Tartufo, de Molière, passando pelo Cândido, de Voltaire, inúmeros personagens retratam a figura típica e caricatural do pícaro.